# Кузнецово (Андомское сельское поселение)
Кузнецово — деревня в Вытегорском районе Вологодской области.
Входит в состав Андомского сельского поселения (с 1 января 2006 года по 9 апреля 2009 года входила в Тудозерское сельское поселение), с точки зрения административно-территориального деления — в Тудозерский сельсовет.
Расстояние по автодороге до районного центра Вытегры — 21 км.
По данным переписи в 2002 году постоянного населения не было.